# ズールー人
ズールー人（ズールーじん、ズールー語: Zulu）は、アフリカの民族。

## 概要
ニジェール・コンゴ語族に属するアフリカの民族で南アフリカ共和国からジンバブエ南部にかけて広い範囲に約1000万人が居住している。南アフリカ共和国では最大の民族集団となっている。

## 歴史
19世紀初頭に建国されたズールー王国の指導者シャカ・ズールーにより強大な軍事力を背景に周辺の部族を次々と征服していったが、1880年のズールー戦争でイギリスに敗北し、王国は分割統治された。

## 言語
主要母語はズールー語。コーサ語と同じく多くのバントゥー語群にはない吸着音を持つ。詳細はズールー語を参照。

## 生活
トウモロコシ、サトウキビ、綿などの栽培や牛、ロバ、羊などの家畜飼育により生計をたてる者が大半を占める。

## 文化
ズールー人の伝統的な文化としてイシカタミアがある。無伴奏合唱のひとつで爪先でステップを踏みながら鼓舞する踊り。
また、ズールー人の伝統文化とアメリカのジャズやロックに影響を受けたアフリカの音楽（ジャイブ）が融合して出来たダンス音楽としてムバカンガなどは有名である。

## 宗教

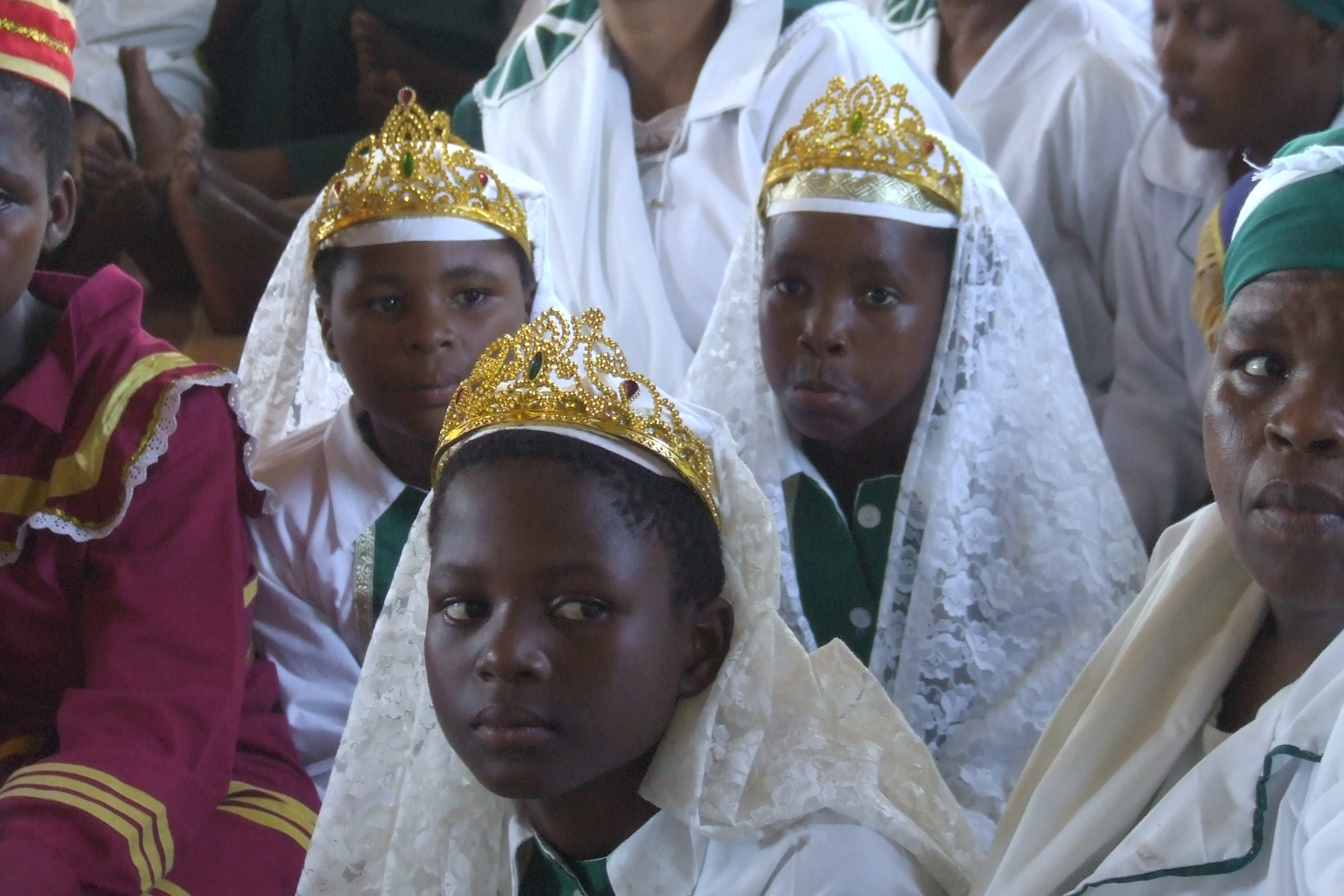
アフリカ独立教会を崇拝するズールー人たち

ほとんどのズールー人はキリスト教徒である。彼らはアフリカ独立教会に属している者もいるが、ヨーロッパの宗派（例えばオランダ改革派や聖公会など）に属している者も珍しくない。しかし、多くのズールー人はキリスト教と並行して、祖先から伝わる土着宗教も崇拝している。
ズールー人の宗教には、ウンクルンクル (Unkulunkulu) という神が存在するが、これはキリスト教宣教師がキリスト教においての神という概念をズールー語にあてはめたことから始まったといわれている。ズールー人は元々祖先崇拝 (Amatongo or Amadhlozi) を信条として、それは良くも悪くも人々の生活に介入していた。その信念は、現代のズールー人の人々の間でも広範囲にわたり続いている。

## その他
- 南アフリカ共和国の政党のひとつであるインカタ自由党はズールー人を主な支持基盤としている。ジェイコブ・ズマはズールー人初の大統領となった。
- ディズニーアニマルキングダムのアフリカエリアの入り口にあるハランベ村の一部の建設の屋根部分の草葺き屋根を作る際にズールー族を13名起用している。